# Neculai Vasilcă
Neculai Vasilcă, romunski rokometaš, * 28. november 1955, Bacău.
Leta 1980 je na poletnih olimpijskih igrah v Moskvi v sestavi romunske rokometne reprezentance osvojil bronasto olimpijsko medaljo; uspeh je ponovil čez štiri leta.